# Miloud Akriche
Miloud Akriche (arabe : ميلود عكريش) est un footballeur international algérien né le 18 décembre 1970 à Constantine. Il évoluait au poste de défenseur central.

## Biographie
Miloud Akriche évolue principalement en faveur du MO Constantine et du MC Alger.
Il dispute notamment 20 matchs en Division 1 avec le MC Alger et 23 matchs dans ce même championnat avec le GC Mascara.
Il reçoit une seule et unique sélection en équipe d'Algérie. Il s'agit d'un match amical disputé contre la Bulgarie, le 5 juin 1998 (défaite 2-0).

## Palmarès
- Champion d'Algérie en 1991 avec le MO Constantine
- Champion d'Algérie de D2 en 1996 (Groupe Est) avec le MO Constantine
- Champion d'Algérie de D2 en 2003 (Groupe Centre-Ouest) avec le MC Alger.
- Vainqueur de la Coupe de la CAF en 1999 avec la JSK Kabylie.